# 宮田裕章

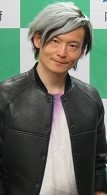
2021年撮影の宮田

宮田 裕章（みやた ひろあき、1978年 - ）は、日本の研究者。慶應義塾大学医学部医療政策・管理学教室教授。北九州市アドバイザー。
専門はデータサイエンス、科学方法論、Value Co-Creation。

## 人物
岐阜県生まれ。東京学芸大学附属高等学校、東京大学医学部健康科学科卒業。2003年3月東京大学大学院医学系研究科健康科学・看護学専攻修士課程修了。 早稲田大学人間科学学術院助手、東京大学大学院医学系研究科医療品質評価学講座助教を経て、2009年4月より東京大学大学院医学系研究科医療品質評価学講座准教授。2014年4月より同特任教授（2015年5月より非常勤）、2015年5月より慶応義塾大学医学部医療政策・管理学教室教授。
2008年4月、博士（保健学）（東京大学）を取得。学位論文のテーマは「正しいデータを扱って、正しく世界を見るとはどういうことか」という根本的な問題を扱うものであり、主査の大橋靖雄から「根本のところをやる哲学者」と評価をされている。
「データサイエンスなどの科学を駆使して社会変革に挑戦し、現実をより良くするための貢献を軸に研究活動を行う」ことをテーマに活動をしている。例えば、専門医制度と連携し5000病院が参加する「National Clinical Database」、LINEと厚労省の新型コロナ全国調査など、医学領域以外も含む様々な実践に取り組むと同時に、経団連や世界経済フォーラムと連携して新しい社会ビジョンを描くという。
データサイエンスを中心としつつ、異分野との共創により、論文を複数専門誌から出している。現在の主な所属学会は日本疫学会。
大阪府2025年日本国際博覧会基本構想検討会メンバー、うめきた2期アドバイザー、厚労省・データヘルス改革推進本部アドバイザリーボードメンバー、新潟県・健康情報管理監、神奈川県・Value Co-Creation Officer、国際文化会館理事、The Commons Project 評議員・日本代表。2015年に厚労省・保健医療2035策定懇談会構成員を務めた。
髪を銀や白や青に染めて奇抜な服装でテレビ番組のコメンテーターとして出演する。
2026年春開校予定のCo-innovation University（仮称）の学長となる予定。

## 著作
- 『共鳴する未来』（河出書房新社、2020年）

## 出演
- 真相報道バンキシャ！ - コメンテーター
- news23 - コメンテーター